# Elisabet Mickos
Elisabet Mickos, född 1933, död 13 oktober 2007, var en finlandssvensk informationsspecialist och föregångare inom datasökning och informationstjänst, samt välkänd i nordiska kretsar.
Mickos utexaminerades som kemiingenjör från Tekniska högskolan i Helsingfors 1959. Efter en tid som informationsspecialist på det finländska bolaget Kone blev hon anställd vid Informationstjänsten vid Statens tekniska forskningscentral (VTT), i Esbo där hon arbetade åren 1981–1997 med undantag av en tjänstledighet 1985–1990, då hon arbetade vid Nordinfo dit hon sedan återkom 1998.
På VTT var Mickos nationell koordinator i flera projekt initierade av EU-kommissionen för främjande av användning av databaser och onlinetjänster (DIANE, NAP, IMPACT, MIDAS-NET och MLIS). Under sin Nordinfotid tog hon hand om flera projekt, som var finansierade av Nordinfo, bl.a. ARIEL och IANI.
Vid Databas 88-konferensen i Stockholm blev Mickos prisbelönt av svenska Televerket för sitt främjande av nordiskt samarbete inom databasområdet. Mickos hade norska förfäder, vilket hon nämnt är orsaken att nordiskt samarbete stått henne nära.
Mickos var mångårig huvudredaktör för Nordisk Databasguide.
Mickos sista projekt var förberedelser till en bok om den tidiga onlineutvecklingen i de nordiska länderna som presenterades på Nord I &D-konferensen i Stockholm i juni 2007.